# Pavel Talíř
Pavel Talíř (* 10. června 1966 Kaplice) je český politik a bývalý dlouholetý předseda ZD Netřebice, v letech 2012 až 2020 zastupitel Jihočeského kraje (v letech 2017 až 2020 také radní kraje) a v letech 2010 až 2022 byl starostou města Kaplice na Českokrumlovsku, člen KDU-ČSL.

## Život
Vystudoval Střední zemědělskou školu v Kamenici nad Lipou. Následně pracoval v Zemědělském družstvu Netřebice na Českokrumlovsku, u Pozemních staveb v Českých Budějovicích a jako prodejce zemědělské techniky ve firmě Unicon servis Třeboň (později U+M Třeboň). Od dubna 1997 do května 2013 zastával funkci předsedy představenstva již zmíněného Zemědělského družstva Netřebice. Vysokoškolské vzdělání si doplnil v CEVRO Institutu v Praze (promoval v roce 2011, získal titul Mgr.).
Pavel Talíř je ženatý, s manželkou Evou mají jednu dceru a jednoho syna. Žijí v Kaplici, konkrétně v části Pořešín.

## Politické působení
Do politiky vstoupil, když jako člen Strany venkova - spojené občanské síly (SV SOS) vedl kandidátku tohoto subjektu v komunálních volbách v roce 2002 v Kaplici na Českokrumlovsku, avšak neuspěl. Nepodařilo se mu to ani o čtyři roky později ve volbách 2006, kdy už byl členem KDU-ČSL a vedl její kandidátku. Poprvé uspěl až ve volbách v roce 2010 a hned byl na začátku listopadu 2010 zvolen starostou města. V komunálních volbách v roce 2014 nejprve obhájil post zastupitele města a následně byl zvolen v listopadu 2014 starostou pro druhé funkční období.
V krajských volbách v roce 2000 vedl jako člen Strany venkova kandidátku této strany do Zastupitelstva Budějovického kraje, ale neuspěl. Opět kandidoval až ve volbách v roce 2008, a to již jako člen KDU-ČSL do Zastupitelstva Jihočeského kraje, ale ani tentokrát neuspěl. Krajským zastupitelem byl zvolen až ve volbách v roce 2012. V krajských volbách v roce 2016 byl lídrem KDU-ČSL v Jihočeském kraji a obhájil mandát zastupitele. V dubnu 2017 se stal radním kraje. Ve volbách v roce 2020 mandát krajského zastupitele obhajoval, ale tentokrát neuspěl. Tím pádem skončil i ve funkci radního kraje.
Ve volbách do Poslanecké sněmovny PČR v roce 1996 kandidoval za Českomoravskou unii středu (ČMUS) v Jihočeském kraji, ale neuspěl. Do sněmovny se neprobojoval ani ve volbách v roce 2002, kdy byl v kraji lídrem SV SOS, ani v letech 2010 a 2013 jako člen KDU-ČSL.